# Gerontoplasto
Um gerontoplasto é um plastídeo encontrada em tecidos anteriormente verdes que estão atualmente em  senescência. Um gerontoplasto é um cloroplasto que se readaptou através do desenvolvimento do processo de senescência. O termo foi usado pela primeira vez pelo biólogo alemão Peter Sitte (1977) para definir as características originais do plastídeo formado durante a senescência foliar.

## Transformação dos cloroplastos para gerontoplastos
O processo de senescência traz um desmantelamento das organelas celulares.  O cloroplasto mostra o primeiro sinal de senescência induzida por degradação e é a última organela a sobreviver enquanto as outras organelas estão  completamente desorganizadas. A mudança do cloroplasto para gerontoplasto durante a senescência envolve extensas modificações estruturais da membrana tilacoide com a formação concomitante de um grande número de plastoglóbulos de materiais lipofílicos. O invólucro do plastidio, no entanto, permanece intacto.